# Dariusz Bugajski
Dariusz Rafał Bugajski (ur. 24 stycznia 1970 w Ostrowcu Świętokrzyskim) – wojskowy i nauczyciel akademicki, doktor habilitowany nauk prawnych w dyscyplinie prawo, o specjalności: prawo międzynarodowe, prawo humanitarne, prawo morza.

## Służba wojskowa i praca naukowa
Ukończył studia na kierunku nawigacja i uzbrojenie okrętowe w Akademii Marynarki Wojennej w Gdyni oraz prawo na Uniwersytecie Gdańskim. Ukończył również studia podyplomowe dowódczo-sztabowe, a w 2001 r. obronił rozprawę doktorską w zakresie nauk wojskowych w dziedzinie sztuka wojenna w specjalności bezpieczeństwo morskie państwa w Instytucie Dowódczo-Sztabowym AMW. W 2012 roku obronił rozprawę habilitacyjną w zakresie nauk prawnych na Wydziale Prawa i Administracji Uniwersytetu Szczecińskiego na temat Prawa żeglugowe okrętu w świetle prawa międzynarodowego.
W latach 1994–1997 był dowódcą okrętu w 16 dywizjonie kutrów zwalczania okrętów podwodnych w Kołobrzegu. Pełnił też różne funkcje począwszy od asystenta w Instytucie Dowódczo-Sztabowym AMW przez prodziekana ds. kształcenia i studenckich Wydziału Dowodzenia i Operacji Morskich AMW w kadencji 2012–2016, a od 1 września 2016 r. prorektora do spraw kształcenia w kadencji 2016–2020.
Jest twórcą i redaktorem naczelnym czasopisma wojskowego i prawniczego „Międzynarodowe Prawo Humanitarne” ukazującego się od 2010 r. Jest także wiceprzewodniczącym Komisji Prawa Morskiego Polskiej Akademii Nauk od 2014 r., członkiem zarządu stowarzyszenia Rada Budowy Okrętów, które zajmuje się promocją rozwoju Marynarki Wojennej i strategii sił morskich od 2015 r., członkiem Komisji Akredytacyjnej Uczelni Technicznych (KAUT), ekspertem ABLOS (Advisory Board on the Law of the Sea), wspólnego organu eksperckiego Międzynarodowej Organizacji Hydrograficznej i Międzynarodowego Stowarzyszenie Geodezji w zakresie prawa morza oraz członkiem International Law Association. Członek rad naukowych czasopism naukowych i popularnonaukowych („Prawo Morskie”, „Międzynarodowe Prawo Humanitarne”).
Zajmuje się także upowszechnianiem wiedzy z zakresu międzynarodowego prawa humanitarnego konfliktów zbrojnych. W tej dziedzinie, poza publikacjami oraz wykładami, jest twórcą konferencji naukowej organizowanej cyklicznie przez Wydział Dowodzenia i Operacji Morskich AMW oraz Wydział Prawa i Administracji UG od 2008 roku pod nazwą „Międzynarodowe Prawo Humanitarne”. Wpółautor Wielkiej Encyklopedii Prawa (tom IV, Prawo międzynarodowe publiczne, Wydawnictwo Fundacji Ubi societas, ibi ius, Warszawa 2014, wydanej pod patronatem honorowym Prezydenta RP). Autor publikacji naukowych, opinii i ekspertyz m.in. dotyczących sporu polsko-rosyjskiego o żeglugę w Cieśninie Piławskiej, sporu polsko-niemieckiego o status prawny północnej części toru podejściowego do zespołu portowego Szczecin-Świnoujście oraz kwestii spornych wokół gazociągu Nord Stream.
Naukowo zajmuje się prawem międzynarodowym publicznym, w tym szczególnie międzynarodowym prawem morza, międzynarodowym prawem humanitarnym konfliktów zbrojnych, sporami międzynarodowymi i bezpieczeństwem międzynarodowym, użyciem siły w stosunkach międzynarodowych, a także bezpieczeństwem w Europie Środkowej i Wschodniej. Autor ponad 120 publikacji naukowych i popularnonaukowych.

## Wyróżnienia
Wyróżniony został m.in.: II. nagrodą za pracę teoretyczną w konkursie ekologicznym Ministra Środowiska i Ministra Obrony Narodowej (dwukrotnie w 1998 i 2001 roku), nagrodą Ministra Obrony Narodowej za osiągnięcia naukowe w 2013 r. W 2020 r. jego książka pod tytułem Polish Naval Academy. In the Centenary of Regaining Access to the Baltic Sea (Gdynia 2019, s. 184) promująca morską historię Polski, Marynarkę Wojenną RP i AMW została nominowana do nagrody the Mountbatten Award for Best Book przyznawanej przez brytyjską the Maritime Foundation za upowszechnianie wiedzy morskiej.

## Wybrane publikacje
- Navigational Rights and Freedoms in the International Law and Practice, Gdynia, s. 390.
- The Polish Naval Academy. In the Centenary of Regaining Access to the Baltic Sea, Gdynia 2019, s. 184. ISBN 978-83-953887-2-9 (POLISH NAVAL ACADEMY); ISBN 978-83-7591-714-7 (REGION).
- The Polish Naval Academy. An Institution and Research Centre for Higher Education and Future Leaders, Gdynia 2018, s. 162.
- Siły morskie a prawo międzynarodowe, [w:] „Sprawy Międzynarodowe”, nr 1/2017, PISM, s. 118–135.
- The Persian Gulf in the Light of Law of the Sea, [w:] „Prawo Morskie”, 2016, t. XXXII, s. 23–34, https://web.archive.org/web/20201024125726/http://journals.pan.pl/Content/114099/PDF/document+-+2019-09-27T142217.397.pdf?handler=pdf.
- Dzierżawa terytorium na przykładzie praktyki rosyjskiej, [w:] „Stosunki Międzynarodowe – International Relations” (Instytut Stosunków Międzynarodowych Uniwersytetu Warszawskiego), nr 1 (t. 47) 2013, s. 55–84.
- Klimatyczna deterytorializacja państwa na przykładzie Tuvalu, [w:] „Stosunki Międzynarodowe – International Relations” (Instytut Stosunków Międzynarodowych Uniwersytetu Warszawskiego), nr 1-2 (t. 41) 2010, s. 203–220.
- Prawa żeglugowe okrętu w świetle prawa międzynarodowego, Warszawa 2009, s. 380.
- Międzynarodowe organizacje morskie, Gdynia 2009, s. 208.
- Ochrona środowiska morskiego. Cz. 1 Wybrane zagadnienia prawne, Gdynia 2003, s. 251.